# Deng Tuo
Pour les articles homonymes, voir Deng.
Dans ce nom chinois, le nom de famille, Deng, précède le nom personnel.
Deng Tuo (邓拓) (1912 – 17 mai 1966) était un intellectuel, poète et journaliste chinois né en 1912
Il devient un cadre du Parti communiste chinois et éditeur en chef du Quotidien du Peuple entre 1948 et 1958, avant son suicide au début de la Révolution culturelle.